# Kings of Convenience
Kings of Convenience – norweski duet muzyczny, grający muzykę w stylu indie folk-pop charakteryzującą się spokojnymi gitarowymi brzmieniami i subtelnym wokalem. Duet tworzą pochodzący z Bergen Erlend Øye oraz Eirik Glambek Bøe.
Erlend i Eirik urodzili się w 1975 r., a poznali w wieku 11 lat. Gdy mieli 16 lat założyli z dwoma przyjaciółmi zespół Skog („las”). Zespół rozpadł się po nagraniu pierwszej płyty. Wówczas Øye i Bøe założyli duet Kings of Convenience. Latem 1999 wystąpili na kilku europejskich festiwalach muzycznych, a w 2001 wydali swój debiutancki album Quiet Is the New Loud. Album został dobrze przyjęty. Jeszcze tego samego roku ukazał się album Versus z remiksami utworów. Kolejny album ukazał się trzy lata później. W międzyczasie Erlend Øye pracował w Berlinie nad własnym materiałem. Ostatecznie w 2004 ukazał się nowy album duetu Riot on an Empty Street.
Kolejne lata doprowadziły do spekulacji, że zespół zawiesił swoją działalność, ponieważ po wydaniu drugiego albumu muzycy ponownie zajęli się swoimi projektami solowymi. W czerwcu 2009 r. zespół Kings of Convenience potwierdził jednak, że pracuje nad trzecim albumem. Declaration of Dependence ukazał się 2 października 2009 r.. Płytę promowały single Mrs. Cold oraz Boat behind. 4 lipca 2010 r. zespół wystąpił na Open’er Festival w Gdyni. 
30 kwietnia 2021 r. zespół wydał singel Rocky Trail. Tego samego dnia zapowiedziano wydanie nowego albumu Peace or Love, opublikowano listę utworów oraz okładkę płyty, zespół zapowiedział również trasę koncertową po Europie. 28 maja 2021 r. ukazał się singel Fever. 
18 czerwca 2021 r. ukazał się album Peace or Love. Album był nagrywany przez 5 lat w pięciu różnych miastach.

## Dyskografia

### Albumy
- Quiet Is the New Loud (2001)
- Versus (2001)
- Riot on an Empty Street (2004)
- Declaration of Dependence (2009)
- Peace or Love (2021)

### Minialbumy
- Playing Live in a Room (CD) – Virgin (2000)
- Winning A Battle, Losing The War (limitowana edycja; zawiera cover grupy A-ha – Manhattan Skyline) (2001)
- Kings of Convenience’s Live Acoustic Sessions - Milan 2009 (2010)

### Single
Źródło:
- Brave New World (1999)
- Failure (1999)
- Toxic Girl (1999)
- Failure (2001)
- Toxic Girl (2001)
- Winning a Battle, Losing the War (2001)
- Misread (2004)
- I'd Rather Dance with You (2004)
- Know-How (feat. Feist) (2005)
- Mrs. Cold (2009)
- Boat Behind (2009)
- Rocky Trail (2021)[4]
- Fever (2021)[6]